# Tuono Pettinato
Tuono Pettinato, nom de plume d'Andrea Paggiaro, né le 27 septembre 1976 à Pise et mort le 14 juin 2021, est un auteur de bande dessinée et illustrateur italien.

## Biographie
Tuono Pettinato est le nom de plume du dessinateur et illustrateur Andrea Paggiaro, né à Pise en 1976. Il est diplômé du DAMS de Bologne. Venu sur le tard à la bande dessinée, il publie d'abord chez de petits éditeurs (Campanila et Coniglio Editore), avant de rejoindre en 2010 Rizzoli Lizard, une filiale de Mondadori Editore. Son premier terrain d'expression est la bande dessinée underground, bien que son style caricatural s'inspire de certains maîtres de la bande dessinée du début du XXe siècle comme Antonio Rubino et Sergio Tofano, et s'insère aussi dans le style pop contemporain. Il fait partie du collectif Superamici, pour lequel il a créé les magazines Hobby Comics et Pic Nic. Son premier livre, Apocalypso ! Gli anni dozzinali (2009) est un recueil de courtes bandes dessinées. Son œuvre la plus connue est Garibaldi. Resoconto veritiero delle sue valorose imprese, a uso delle giovini menti (2010), une évocation ironique du personnage.
Il a notamment reçu le prix du meilleur auteur complet à Lucca Comics and Games 2014.
Il est décédé le 14 juin 2021, après une longue maladie.

## Récompense
- 2009 : Prix Nuove Strade remis par le Napoli Comicon (it) pour ses premiers travaux

## Œuvres
- La valle nebbiosa, texte de Paola Binci et Armanda Boccardo, Campanila, 2005.
- Il nonno e Caterina, texte de Caterina Tassone, Campanila, 2005.
- La vera storia d'amore di Giacomo Candulli, texte d'Elisa Rocchi, Campanila, 2005.
- Rumble, texte d'Armanda Boccardo et Paolo Cotrozzi, Campanila, 2005.
- Storie della natura, texte de Daniela Di Maggio, Campanila, 2006.
- Antìkoi. Vol. 1: Dei, mostri ed eroi del mondo classico, texte de Donatella Puliga, Campanila, 2008.
- Antìkoi. Vol. 2: Dei, mostri ed eroi del mondo classico, texte de Donatella Puliga, Campanila, 2009.
- Antìkoi. Vol. 3: Racconti di trasformazione, texte de Donatella Puliga, Campanila, 2011.
- Galileo! Un dialogo impossibile, texte de Nadia Ioli Pierazzini, Francesca Riccioni, Vittoria Balandi, Felici Editore, 2009.
- Apocalypso! Gli anni dozzinali, Coniglio Editore, 2010.
- Garibaldi. Resoconto veritiero delle sue valorose imprese, ad uso delle giovani menti, Rizzoli Lizard, 2010.
- Il magnifico lavativo, TopiPittori, 2011.
- Enigma. La strana vita di Alan Turing, avec Francesca Riccioni, Rizzoli Lizard, 2012.
- Corpicino, GRRRzetic, 2013.
- Il potere sovversivo della carta, AAVV un cours de Sara Pavan, Agenzia x, 2014.
- Nevermind, Rizzoli Lizard, 2014.
- OraMai, Comics & Science @CERN, CNR Edizioni, 2014.
- Bandierine. Tutta una storia di Resistenze, un cours de Stefano Gallo et Tuono Pettinato, Barta, 2015.  (ISBN 9788898462018)
- L'Odiario, GRRRz, 2016.
- We are the champions, texte de Dario Moccia, Rizzoli Lizard, 2016.
- Qualcosa, illustrations du texte de Chiara Gamberale, Longanesi, 2017.  (ISBN 9788830448100)
- Non è mica la fine del mondo, avec Francesca Riccioni, Rizzoli Lizard, 2017.
- Big in Japan, texte de Dario Moccia, Rizzoli Lizard, 2018.
- Chatwin. Gatto per forza, randagio per scelta, Rizzoli Lizard, 2019.  (ISBN 9788817104036)
- Neri & Scheggia in Galleria, Coconino Press, 2020.  (ISBN 978-8876184727)
- Vacanze in Scatola, dessins de Martina Sarritzu, Canicola Edizioni, 2020.  (ISBN 978-8899524449)